# Рудаков, Игорь Александрович
И́горь Алекса́ндрович Рудако́в (8 октября 1934, Ленинград — 17 января 2008) — советский рулевой в академической гребле, выступал за сборную СССР по академической гребле в конце 1950-х — середине 1970-х годов. Участник четырёх Олимпийских игр, серебряный призёр Игр в Риме, чемпион Европы, обладатель серебряных и бронзовых медалей мировых первенств, многократный победитель всесоюзных регат. На соревнованиях представлял спортивные общества «Труд» и «Спартак», мастер спорта СССР международного класса.

## Биография
Родился 8 октября 1934 года в Ленинграде.
Активно заниматься академической греблей начал в раннем детстве, первое время состоял в ленинградском спортивном обществе «Труд», начиная с 1965 года был представителем «Спартака».
Первого серьёзного успеха добился в 1959 году, став чемпионом СССР в двойках с рулевым. Благодаря череде удачных выступлений удостоился права защищать честь страны на летних Олимпийских играх 1960 года в Риме — был рулевым в двойке Антанаса Багдонавичюса и Зигмаса Юкны и в четвёрке Олега Александрова, Игоря Хохлова, Бориса Фёдорова и Валентина Занина. В первом случае выиграл серебряную медаль, уступив лишь немецкому экипажу, во втором тоже был близок к призовым позициям, вышел в финал, но в решающем заезде финишировал четвёртым.
В 1961 году Рудаков взял серебро на чемпионате Европы в Праге — в программе четырёхместных экипажей с рулевым. Год спустя получил две бронзовые награды на чемпионате мира в швейцарском Люцерне, в двойках и четвёрках. Ещё через год добыл бронзу на европейском первенстве в Копенгагене. В 1964 году в двойках стал серебряным призёром первенства Европы в Амстердаме и побывал на Олимпиаде в Токио, где, будучи рулевым двойки Николая Сафронова и Леонида Раковщика, занял в финале четвёртое место.
На чемпионате Европы 1965 года в немецком Дуйсбурге управляемая Рудаковым двойка заняла первое место, обогнав всех соперников. Таким образом, он получил титул чемпиона Европы. Оставаясь в числе лидеров сборной, прошёл отбор на Олимпийские игры 1968 года в Мехико, на сей раз состоял в двойке Леонида Драчевского и Тийта Хельмя — они успешно выступили на стадии полуфиналов, однако в финале на старт не вышли.
В 1969 году Рудаков добыл серебряную медаль на чемпионате Европы в австрийском Клагенфурте, занял второе место в зачёте восьмиместных экипажей. На европейском первенстве 1971 года в Копенгагене был третьим в четвёрках. Затем в 1972 году съездил на четвёртые в своей карьере Олимпийские игры в Мюнхен, где в четвёрке с Владимиром Стерликом, Владимиром Соловьёвым, Александром Любатуровым и Юрием Шамаевым немного не дотянул до бронзы, став четвёртым.
После четырёх Олимпийских циклов Игорь Рудаков остался в основном составе советской национальной сборной и продолжил принимать участие в крупнейших международных регатах в качестве рулевого. Так, в 1974 году он выиграл серебряную медаль среди четвёрок на чемпионате мира в Люцерне, в 1975 году повторил этот результат на мировом первенстве в английском Ноттингеме, но уже в зачёте восьмёрок. За выдающиеся спортивные достижения удостоен почётного звания «Мастер спорта СССР международного класса».
Похоронен на Серафимовском кладбище.

## Награды
- Медаль «За трудовое отличие» (16.09.1960) — за успешные выступления в XVII летних и VIII зимних Олимпийских играх 1960 года, а также за выдающиеся спортивные достижения[6]